# Сопілочка і глечик
Сопілочка і глечик (рос. Дудочка и кувшинчик) — радянський мальований мультиплікаційний фільм, випущений студією «Союзмультфільм» в 1950 році. Знятий за однойменною казкою (1940) Валентина Катаєва.

## Сюжет
Головна героїня стикається с ситуацією, коли не можна мати сразу «і то, і то», сопілочку і глечик.

## Ролі озвучували:
- Галіна Іванова — Женя
- Георгій Мілляр — дятел